# Natriumvätesulfat
Natriumvätesulfat eller natriumbisulfat är ett salt av natrium och svavelsyra med formeln NaHSO4.

## Egenskaper
Natriumvätesulfat är lättlösligt i vatten och den extra väteatomen från vätesulfat-gruppen gör lösningen sur genom att frigöra sig och bilda en hydroniumjon.
{\displaystyle {\rm {NaHSO_{4}+H_{2}O\rightarrow Na^{+}+SO_{4}^{2-}+H_{3}O^{+}}}}
Natriumvätesulfatlösningar kan göras tillräckligt sura för att kunna ersätta svavelsyra i vissa applikationer. Det kan till exempel frigöra koldioxid från de flesta karbonater.
Ämnet sammansmälter till natriumdisulfat (Na2S2O7) om det hettas upp.
{\displaystyle {\rm {2\ NaHSO_{4}\ {\xrightarrow {heat}}\ Na_{2}S_{2}O_{7}+H_{2}O}}}
Natriumvätesulfat kan användas för att producera saltsyra:
{\displaystyle {\rm {NaHSO_{4}+NaCl\ {\xrightarrow {\ }}Na_{2}SO_{4}+HCl}}}

## Framställning
Natriumvätesulfat kan framställas på två sätt. Dels så kan man låta exakt lika mängder natriumhydroxid (NaOH) och svavelsyra (H2SO4) neutralisera varandra.
{\displaystyle {\rm {NaOH+H_{2}SO_{4}\rightarrow NaHSO_{4}+H_{2}O}}}
Det går också att tillverka genom att blanda koksalt (NaCl) och svavelsyra (H2SO4) vid hög temperatur.
{\displaystyle {\rm {NaCl+H_{2}SO_{4}\ {\xrightarrow {heat}}\ NaHSO_{4}+HCl}}}

## Användning
Natriumvätesulfat används som surhetsreglerande medel i livsmedel och har E-nummer 514.